# Fiat Siena
Fiat Siena je čtyřdveřová verze vozu Fiat Palio, nízkonákladového vozu, který je zaměřen především na trhy v rozvojových zemích.